# دانيال أوير
دانيال أوير (بالألمانية: Daniel Auer)‏ هو دراج نمساوي، ولد في 26 أكتوبر 1994.

## وصلات خارجية
- دانيال أوير على موقع الاتحاد الدولي للدراجات (الإنجليزية)
- دانيال أوير على موقع أرشيف الدراجات (الإنجليزية)
- دانيال أوير على موقع إحصائيات الدراجات الإحترافية (الإنجليزية)
- دانيال أوير على موقع نسبة الدراجات (الإنجليزية)